# Yohannes Tiro Ejigayehu
Yohannes Tiro Ejigayehu est une femme politique oromo d'Éthiopie.

## Carrière politique
De 2005 à 2010, Yohannes Tiro Ejigayehu a été la représentante de la circonscription de Chuko, zone Sidama, État fédéré des nations, nationalités et peuples du Sud, au Conseil des représentants des peuples. Elle appartient au SEPDM.